# Confluence (informatique)
Pour les articles homonymes, voir Confluence.

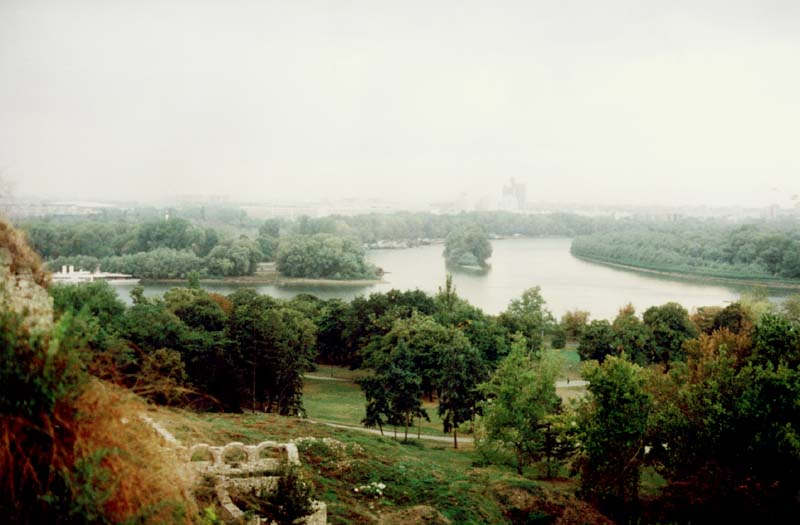
Le nom « confluence » est le même que celui utilisé en géographie : deux cours d'eau se rejoignent.

En mathématiques, ou en informatique, la confluence d'une relation binaire {\displaystyle \rightarrow _{R}} est définie comme la propriété suivante :
Pour tous éléments {\displaystyle M,M_{1},M_{2}} tels que {\displaystyle M\rightarrow _{R}^{*}M_{1}} et {\displaystyle M\rightarrow _{R}^{*}M_{2}}, il existe un élément {\displaystyle M'} tel que {\displaystyle M_{1}\rightarrow _{R}^{*}M'} et {\displaystyle M_{2}\rightarrow _{R}^{*}M'}.
La confluence est équivalente à la propriété de Church-Rosser.

## Confluence locale
La confluence locale est une propriété plus faible que la confluence, utile pour les systèmes de réécriture. Elle est définie par :
Pour tous éléments {\displaystyle M,M_{1},M_{2}} tels que {\displaystyle M\rightarrow _{R}M_{1}} et {\displaystyle M\rightarrow _{R}M_{2}}, il existe un élément {\displaystyle M'} tel que {\displaystyle M_{1}\rightarrow _{R}^{*}M'} et {\displaystyle M_{2}\rightarrow _{R}^{*}M'}.
Toute relation confluente est localement confluente mais une relation localement confluente n'est pas forcément confluente. Par exemple, la relation localement confluente 
A ← B ↔ C → D
n'est pas confluente : en effet, A ← B → → D et il n'y a pas de E tel que A →* E *← D.
Le lemme de Newman énonce qu'une relation qui termine et qui est localement confluente est confluente.